# Tam bảo
Tam bảo (zh. sānbăo 三寶, ja. sanbō, sa. त्रिरत्न triratna, pi. tiratana) là "Ba ngôi báu", ba cơ sở chính của Phật giáo: Phật, Pháp, Tăng, tức là bậc giác ngộ, giáo pháp của bậc giác ngộ và những người bạn đồng học. Người có niềm tin kiên cố nơi Tam bảo được gọi là bậc Dự lưu (vào dòng). Người Phật tử biểu lộ sự tin tưởng bằng cách quy y Tam bảo (Tam quy y). Trong mười phép quán Tùy niệm (pi. anussati), ba đối tượng đầu tiên là Tam bảo.
Ý nghĩa của Tam bảo được hiểu rộng hơn theo truyền thống Đại thừa. Trong các buổi giảng dạy về Thiền, đặc biệt sau các chương trình Tiếp tâm (ja. sesshin), quán Công án, các thiền sinh được hướng dẫn vào lối nhìn Tam bảo của Đại thừa. Theo cách nhìn này thì người ta có thể phân ý nghĩa Tam bảo ra ba tầng cấp:
1. Nhất thể tam bảo (zh. 一體三寶, ja. ittai-sambō; cũng được gọi là Đồng thể tam bảo; 同體三寶) bao gồm: 
  - Đại Nhật Phật, hiện thân của Pháp thân (sa. dharmakāya), biểu hiện của sự bình đẳng vô vi, sự thông suốt tính Không (sa. śūnyatā) và Phật tính của vạn vật.
  - Pháp (sa. dharma), được hiểu là luân lý của toàn thể vũ trụ và theo đó thì tất cả những pháp hiện hữu đều theo nhân duyên mà sinh, đều phụ thuộc vào nhau.
  - Sự xuyên suốt giữa hai điểm 1. và 2. nêu trên và từ đó xuất phát ra một sự thật, một sự thật mà chỉ một bậc Giác ngộ mới có thể trực chứng được.
2. Hiện tiền tam bảo (zh. 現前三寶, ja. genzen-sambō; cũng có lúc được gọi là Biệt thể tam bảo 別體三寶) gồm có:
  - Phật lịch sử Thích-ca Mâu-ni (sa. śākyamuni), người sáng lập Phật giáo qua sự giác ngộ của chính mình và là người đã thực hiện được Nhất thể tam bảo.
  - Pháp, ở đây được hiểu là giáo lý của Phật, được Phật thuyết giảng.
  - Các vị đệ tử của Phật.
3. Trụ trì tam bảo (zh. 住持三寶, ja. juji-sambō) bao gồm:
  - Những tranh tượng của Phật được truyền lại đến ngày nay.
  - Những lời dạy của chư vị Phật trong kinh sách.
  - Chư Phật tử hiện nay, những người đang tu học và thực hiện Chính pháp.